# 三菊
三菊，是越南的傳統牌類遊戲，牌具有中國象棋棋子名，玩法與車馬包類似。

## 牌具

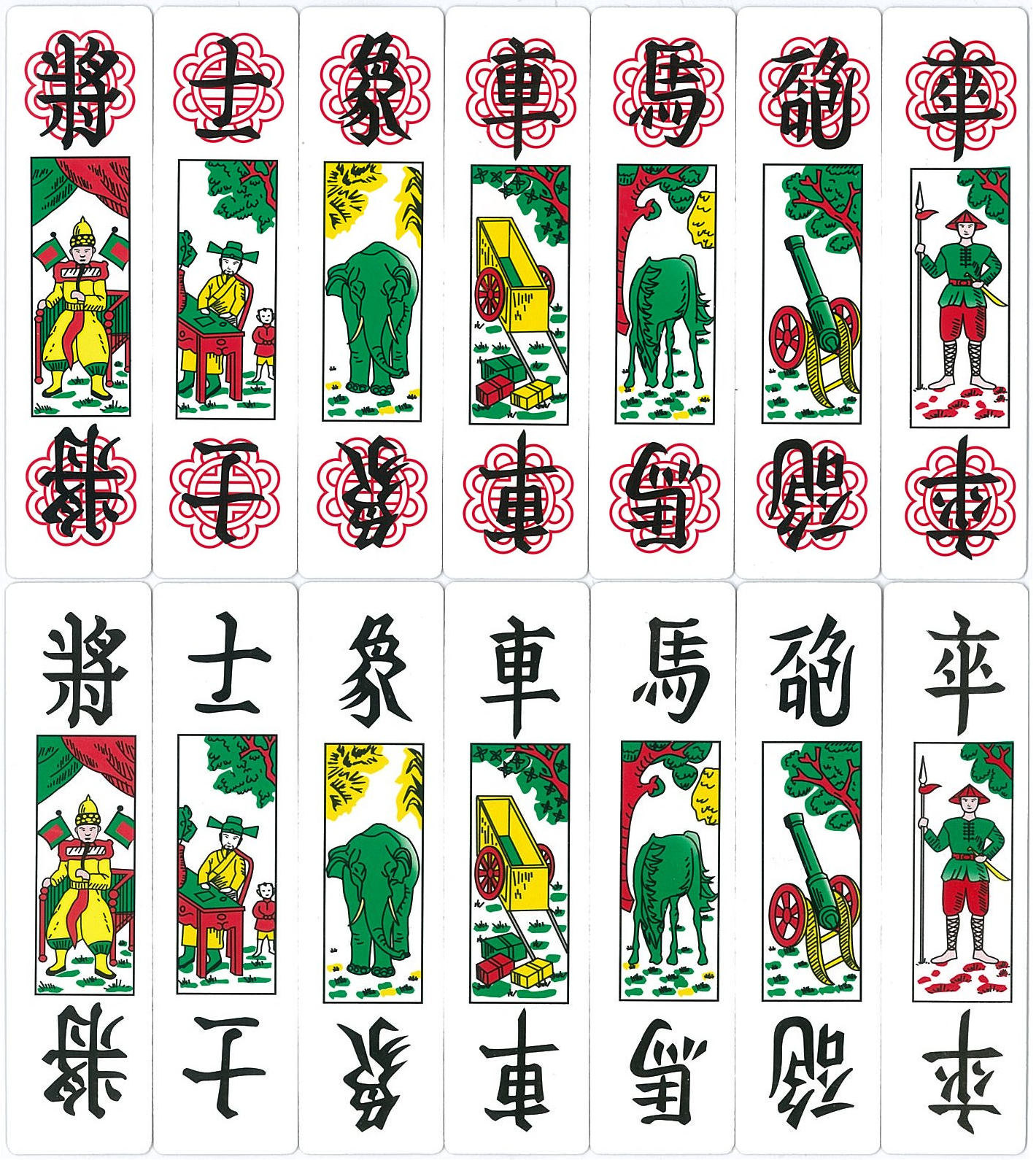
三菊牌

- 以紅印與無印代表兩種紅、黑花色、印有中國象棋的將、士、象、車、馬、砲、卒，共七種，種類張數同於象棋棋子，共三十二張。

## 牌規
- 二到四人遊戲。三人遊戲時，去掉一張紅、黑卒。
- 手牌有同色五張卒的人可亮牌當莊家，否則是先分牌者當莊家。
- 每人分完所有牌後，莊家先引牌，閒家需出大過上家的同型的組合。牌大者贏得該回所有棋子，下回合作引牌；若無可大過上家牌，墊同數量牌。第一回合、或最後回合，出帥或將，該牌型沒有大小、視為墊牌。牌型、大小如下。同種則紅色大於黑色。
  - 將＞士＞象＞車＞馬＞包＞卒。
  - 將士象＞車馬包。
  - 同色同種的兩張牌，大小同上。
  - 同色的四張卒，大小同上。
  - 同色的五張卒，大小同上。
- 所有牌出完，以獲得牌數多者勝。[1]